# Hilara obscura
Hilara obscura är en tvåvingeart som beskrevs av Johann Wilhelm Meigen 1822. Hilara obscura ingår i släktet Hilara och familjen dansflugor. Arten är reproducerande i Sverige. Inga underarter finns listade i Catalogue of Life.